# Добролеж, Александр Георгиевич
Александр Георгиевич Добролеж (1897, Ставропольская губерния — 25 августа 1938, Коммунарка) — советский военный деятель, комбриг (28.11.1935, Приказ НКО СССР № 2488).

## Биография
Родился в 1897 году в селе Преображенка Российской империи, позже Будённовского района Орджоникидзевского края (по другим данным родился в городе Прикумске Терской области).
В 1910 году окончил трехклассное городское училище и с тринадцати лет стал работать: сначала учеником на пивоваренном заводе, затем машинистом на молотилках и мельницах, позже — в ссудно-сберегательном товариществе города Прикумска. В марте 1917 года призван в царскую армию, служил в автомобильной роте. Получив по болезни отпуск, приехал в Прикумск, в армию не вернулся и числился дезертиром. 
После Октябрьской революции вступил в отряд Красной гвардии. В мае 1918 года оставили Прикумск белогвардейцами и стали Свято-Крестовским партизанским отрядом, продолжил воевать с казачьими формированиями Белой армии. В этом же году Добролеж вступил в Красную армию, участник Гражданской войны — воевал против войск Деникина и Врангеля в должности шофера бронемашины в составе Доно-Ставропольской и 39-й стрелковой дивизий, затем — командира автомобильного и мотоциклетного взводов 20-й стрелковой дивизии, был ранен. В 1921 году стал членом ВКП(б)/КПСС.
После Гражданской войны служил на ответственных должностях в Военно-воздушных силах РККА. В 1921—1923 годах учился в разных школах летчиков. В 1923—1924 годах был летчиком 10-го авиаотряда, затем (до октября 1927 года) — командиром звена 26-й авиационной эскадрильи. С октября 1927 года — командир 9-го отдельного авиаотряда, с января 1928 года — командир 15-го авиаотряда, с мая 1929 года исполнял должность командира 2-й учебно-летной эскадрильи 2-й военной школы летчиков имени Осоавиахима СССР.
В 1929 году Александр  Добролеж окончил Курсы усовершенствования начсостава ВВС при Военно-воздушной академии имени Н. Е. Жуковского и был удостоен звания летчик-наблюдатель. С декабря 1929 года — командир и с марта 1930 года — военный комиссар) 51-й авиаэскадрильи. С ноября 1931 года был помощником командира 11-й авиабригады по учебно-боевой работе. С мая 1932 года — командир и с февраля 1933 года — военный комиссар 19-й авиабригады. В 1934 году Добролеж руководил особыми учебными сборами начсостава тяжелой авиации на Дальнем Востоке. Затем до декабря 1936 года был  командиром и военным комиссаром 28-й тяжелобомбардировочной авиабригады на Тихоокеанском флоте. С декабря 1936 года был слушателем Академии Генерального штаба РККА. Являлся членом ЦИК СССР 7-го созыва.
Был арестован 10 мая 1938 года. Военной коллегией Верховного суда СССР 25 августа 1938 года по обвинению в  участии в военном заговоре приговорен к расстрелу. Приговор приведен в исполнение в тот же день, был похоронен на месте расстрела в  Коммунарке  Московской области.
Определением Военной коллегии от 14 июля 1956 года Александр Георгиевич Добролеж был реабилитирован.
Был награждён орденами Красного Знамени (1926, № 1869), Красной Звезды (1934, № 440) и Ленина (1936, № 3076).